# Anita Dimitriu
Anita Dimitriu, gr. Αννίτα Δημητρίου (ur. 18 października 1985 w Truli) – cypryjska polityk i działaczka samorządowa, posłanka do Izby Reprezentantów, od 2021 jej przewodnicząca, od 2023 przewodnicząca Zgromadzenia Demokratycznego (DISY).

## Życiorys
Ukończyła nauki społeczne i polityczne na Uniwersytecie Cypryjskim. Uzyskała magisterium ze stosunków międzynarodowych i europeistyki na University of Kent. Była prezenterką programu informacyjnego w telewizji Capital TV, pracowała też na uczelni UCLan Cyprus, gdzie zajmowała się sprawami public relations.
Zaangażowała się w działalność polityczną w ramach Zgromadzenia Demokratycznego. Od 2012 była radną rodzinnej miejscowości, a od 2014 zarządzała finansami partii w dystrykcie Larnaka. W 2016 po raz pierwszy uzyskała mandat deputowanej do Izby Reprezentantów. Zajmowała stanowisko rzecznika ubiegającego się w 2018 o prezydencką reelekcję Nikosa Anastasiadisa, a w 2020 objęła funkcję wiceprzewodniczącej DISY. W wyborach w 2021 z powodzeniem ubiegała się o poselską reelekcję.
W czerwcu 2021 została wybrana (jako pierwsza kobieta w historii) na stanowisko przewodniczącego cypryjskiego parlamentu. W marcu 2023 zastąpiła Awerofa Neofitu na funkcji przewodniczącego DISY.

## Odznaczenia
W 2021 odznaczona Krzyżem Wielkim Orderu Zasługi Rzeczypospolitej Polskiej.